# アレッド・デーヴィス
アレッド・デーヴィス（Aled Davies、1992年7月19日 - ）は、ユナイテッド・ラグビー・チャンピオンシップ、カーディフ・ラグビーに所属するラグビー選手。

## プロフィール
- ウェールズ・ブロンウィッド出身。
- ポジションはスクラムハーフ(SH)。
- 身長 175cm、体重 86kg
- U18ウェールズ代表に選ばれたことがある[1]。
- ウェールズ代表キャップは20（2022年12月現在）でラグビーワールドカップ2019のウェールズ代表に選ばれた。

## 略歴
スカーレッツを経て、2018年、オスプリーズに加入。
2020年、サラセンズに加入。
2024年、カーディフに加入。